# Нестор (Киселенков)
Игу́мен Не́стор (фин. Igumeni Nestor, в миру Я́ков Григо́рьевич Киселе́нков; 17 октября 1887, село Воронино, Калужская губерния — 14 сентября 1967, Йоэнсуу, Финляндия) — священнослужитель Финляндской архиепископии Константинопольского Патриархата, архимандрит; с 1952 по 1967 годы — настоятель единственного в Финляндии православного мужского Ново-Валаамского монастыря.

## Биография
Родился 17 октября (или 19 октября) 1887 года в селе Воронино, Мосальского уезда Калужской губернии в крестьянской семье. Начальное образование получил в родном селе, где окончил курс церковно-приходской школы.
8 июня 1905 года поступил в Валаамский монастырь, а 19 октября 1911 года зачислен в число послушников. 3 апреля 1918 года при Архиерейском доме в Выборге пострижен в монашество, 15 ноября 1922 года рукоположен во иеродиакона, а 29 июня 1926 года — во иеромонаха. Проходил малярное и клиросное послушание, трудился в Германовском скиту (остров Валаам) и при Архиерейском доме в Выборге, нёс чреду священнослужения, состоял певчим монастырского соборного хора. В 1936 году принял финское гражданство.
После эвакуации братии Валаамского монастыря в 1939 году вглубь Финляндии, с 1942 года исполнял послушание регента монастырского хора. В 1945—1957 годах вместе с братией Ново-Валаамского монастыря находился в юрисдикции Московского Патриархата. В 1948 году назначен благочинным монастыря, а 24 августа 1949 года — экономом.
26 июля 1952 года избран настоятелем Ново-Валаамского монастыря. Посвящён в игуменский сан митрополитом Ленинградским Григорием (Чуковым) с возложением палицы, игуменского креста с украшениями и митры.
В 1957 году, когда Русская православная церковь передала Ново-Валаамский монастырь в юрисдикцию Финляндской архиепископии, а часть братии, получив разрешение переехала в Псково-Печерский монастырь, игумен Нестор предпочёл остаться в Финляндии.
Скончался 14 сентября 1967 года в Северокарельской центральной больнице города Йоэнсуу. Похоронен на братском кладбище Ново-Валаамского монастыря.